# 茨城県道228号原中田線

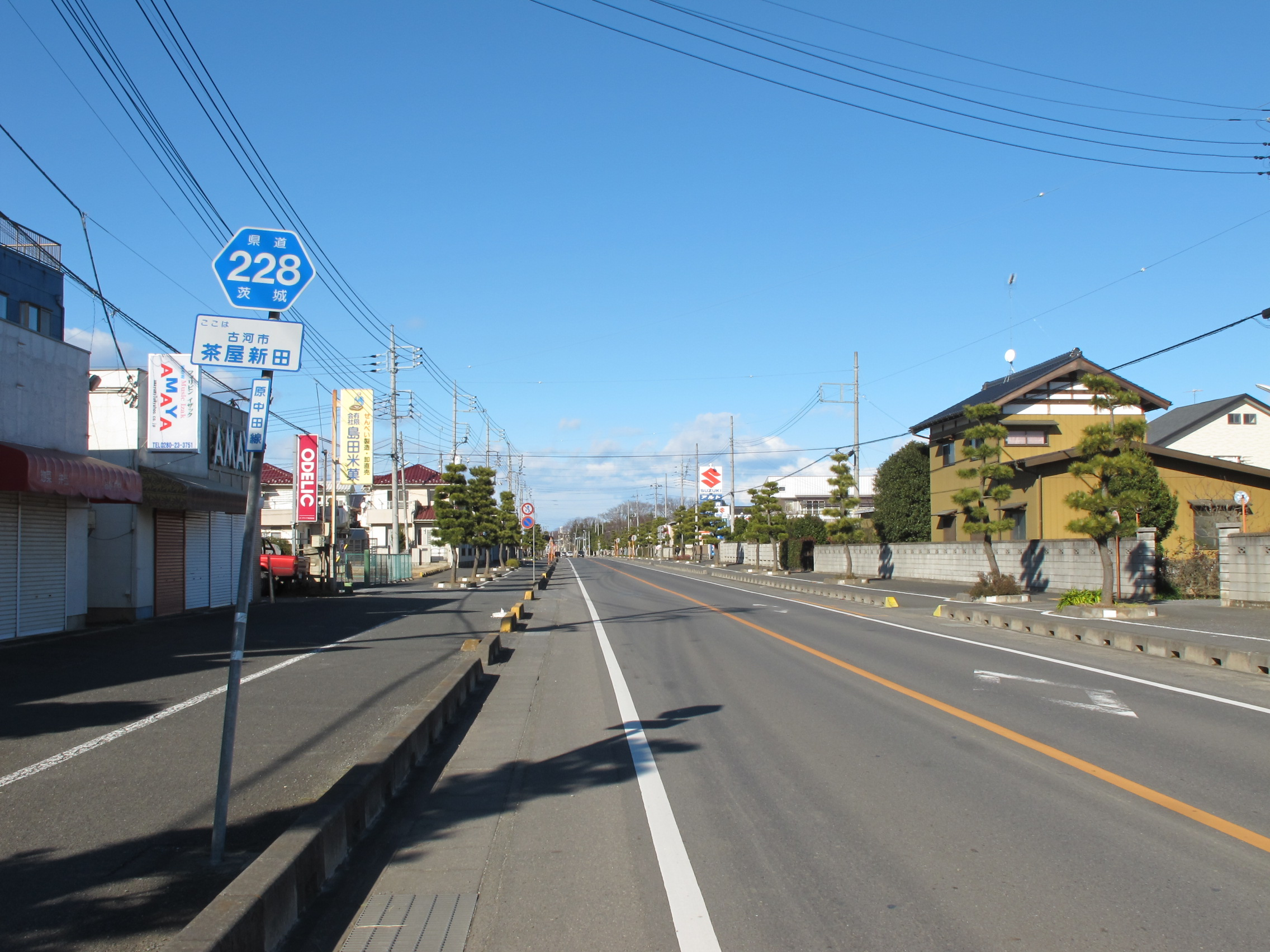
茨城県道228号原中田線
古河市茶屋新田（2013年12月）

茨城県道228号原中田線（いばらきけんどう228ごう はらなかだせん）は、茨城県古河市市原から同市中田に至る一般県道である。

## 概要
古河市原の国道354号より分岐南下し、同市中田の国道4号交点である中田町交差点まで南北に結ぶ延長約5キロメートル (km) の路線。路線ルートは、ほぼ旧日光街道を踏襲する。
なお、旧・日光街道は本県道の終点である中田宿から本県道ルートを通り、茨城県道261号野木古河線を経て、古河宿へ向かう。

### 路線データ
- 起点：茨城県古河市原字中の台94番の1（古河二高入口＝国道354号交点・茨城県道261号野木古河線終点）[1]
- 終点：茨城県古河市中田字藤塚2232番5地先（中田町＝国道4号交点、茨城県道56号つくば古河線交点）[2]
- 総延長：3.864 km[3]
- 重用延長：0.177 km[3]
- 未供用延長：なし[3]
- 実延長：3.687 km[3]
- 自動車交通不能区間延長[注釈 1]：なし[3]

## 歴史
1965年（昭和40年）、新たな一般県道として、古河市大字原を起点とし、古河市大字中田の終点まで至る区間を茨城県が県道路線認定した。1995年（平成7年）に、整理番号変更により現在の整理番号228となり、現在に至る。

### 年表
- 1965年（昭和40年）
  - 2月12日
    - 新規路線として原中田線（古河市大字原 - 古河市大字中田）を路線認定[4]。
    - 道路区域を、古河市大字原[注釈 2]から古河市大字中田[注釈 3]まで（延長4,464 m）とし、供用開始[5]。
- 1965年（昭和40年）
  - 9月27日：古河市大字原 - 大字中田の道路並木敷を道路区域から除く[6]。
- 1971年（昭和46年）12月23日：起点側の古河市大字原地内の一部区間（延長295 m）の道路供用を廃止[1]。起点が県道古河岩井線の新道（現：国道354号）に付け替えられて、現在の古河二高入口交差点となる[1]。
- 1990年（平成2年）3月1日：終点付近のルート振り替えにより、終点が古河市大字中田の中田町交差点となる[2]。
- 1995年（平成7年）3月30日：整理番号374から現在の番号（整理番号228）に変更される[7]。
- 2001年（平成13年）3月1日：古河市原 - 同市中田の区間が、通行する車両の最大重量限度25トンの道路に指定される[8]。

## 路線状況
全区間が対向2車線、古河市茶屋新田のJR東北本線（宇都宮線）踏切を境に北側が速度制限は50 km/h、南側が40 km/h規制である。一部区間に、歩道部の幅員が広く取られた区間があり、歩行者用と白線で分離した自転車専用レーンが設けられている。踏切での歩道部は、歩道橋で整備されている。

### 通称
- 日光街道

## 地理

### 通過する自治体
- 茨城県
  - 古河市

### 交差する道路
- 茨城県道56号（古河市中田・利根川堤 - 中田・中田町 まで重複区間）